# Нефф, Пэт Моррис
Пэт Мо́ррис Нефф (англ. Pat Morris Neff; 26 ноября 1871, Мак-Грегор, Техас — 20 января 1952, Уэйко, Техас) — американский политик, 28-й губернатор штата Техас, член демократической партии.

## Биография

### Молодые годы
Пэт Моррис Нефф родился на семейном ранчо в округе Корьел, около Мак-Грегора, Техас. Нефф учился в Средней школе Мак-Грегора, далее он получил степень бакалавра в Бейлорском университете, чтобы потом провести два года в Юго-западной Академии в Магнолии, Арканзас, преподавая там. В то время у него учился Харви Куч, который позже станет успешным предпринимателем в Арканзасе. После возвращения в Техас он получил степень в области юриспруденции в Техасском университете в Остине. Учась в университете Юридической школы Техаса, Нефф был близким другом будущих американских сенаторов Тома Конналли и Морриса Шеппарда. С 1899 по 1905 год, включая срок полномочий Спикера, Нефф работал в Палате представителей Техаса. После возвращения к его юридической практике в Уэйко он служил окружным прокурором округа Мак-Леннан в течение шести лет.

### Служба в Техасе
Прогрессивный демократ, Нефф способствовал развитию Совета по Национальным паркам Техаса. Пэт Нефф и его мать, Изабелла Нефф, пожертвовали землю, которая станет первым национальным парком в Техасе, Национальным парком Матери Нефф. Во время всплеска Ку-клукс-клана Нефф был раскритикован за то, что не предпринял более решительных действий по борьбе с ним. Также Нефф известен благодаря исполнению песен Ледбелли как в прошлом, так и на посту губернатора. Нефф не баллотировался на второй срок, и на губернаторских выборах 1924 года победила Мириам Фергюсон. В период с 1929 по 1932 Нефф работал в Железнодорожной комиссии Техаса. В 1932 он ушёл в отставку, чтобы стать президентом Университета Бэйлора.

## Память
Начальная школа в Средней школе Хьюстона и независимый школьный округ Сан-Антонио названы в честь Неффа.
Его бумаги, включая тех времён, когда он был губернатором, размещены в Коллекции Техаса в Университете Бэйлора.
Зал в Университете Бэйлора назван его именем.
Похоронен на кладбище Оквуд в Уэйко, штат Техас.